# 備後庄原駅
備後庄原駅（びんごしょうばらえき）は、広島県庄原市中本町二丁目にある、西日本旅客鉄道（JR西日本）芸備線の駅である。

## 概要
庄原市の代表駅である。かつては急行列車も停車したが、現在は普通列車のみで本数も少ない。ここから広島市に向かう場合、運賃は鉄道に比べて330円（広島バスセンター・広島駅まで）高いが、当駅前より発着する高速バス（広島 - 三次 - 庄原 - 東城線）を利用する方が所要時間が短く、また市内中心部の広島バスセンターに乗り入れるため便利である。三次市へ向かう際も運賃は130円高いが、備北交通三城線の方が1時間に1 - 2本で、芸備線の列車よりもはるかに多く運転されている。
｢備後｣が付いているのは、同音異字の荘原駅（山陰本線）が1910年に開業していたからである。

## 歴史
- 1923年（大正12年）12月8日：芸備鉄道が塩町駅（現・神杉駅）から延伸した際の終着駅として開業[1]。
- 1933年（昭和8年）6月1日：芸備鉄道買収により同線は庄原線として国有化。国有鉄道の駅となる。
- 1934年（昭和9年）3月15日：庄原線が当駅から備後西城駅まで路線延伸。途中駅となる。
- 1936年（昭和11年）10月10日：庄原線が三神線に編入され、当駅もその所属となる。
- 1937年（昭和12年）7月1日：三神線が芸備線の一部となり、当駅もその所属となる。
- 1983年（昭和58年）12月25日：貨物取扱廃止[1]。
- 1986年（昭和61年）11月1日：荷物扱い廃止[1]。
- 1987年（昭和62年）4月1日：国鉄分割民営化により、西日本旅客鉄道の駅となる[1]。
- 2002年（平成14年）
  - 3月23日
    - 簡易委託駅となる。
    - 芸備線の急行列車がみよしに統合される。引き続き、当駅にも停車するが、三次駅 - 備後落合駅間は普通列車となる。

  - 秋：部活動の帰宅生徒対策として、当駅発着の便を登校日に限り備後西城駅まで延長する。
- 2007年（平成19年）7月1日：芸備線の急行列車全廃。
- 2018年（平成30年）
  - 7月6日：豪雨により営業休止。
  - 10月4日：三次駅 - 当駅間で再開[2]。
  - 12月20日：当駅 - 備後落合駅間で再開[3]。
- 2019年（令和元年）10月23日：平成30年7月豪雨による芸備線全線復旧を記念して、記念列車の運転や記念式典が開催された。
- 2020年（令和2年）
  - 10月：駅前再開発事業によるバス乗り場新設を含めた駅前広場整備事業が完成。
  - 11月2日：駅前広場のバス停供用開始。

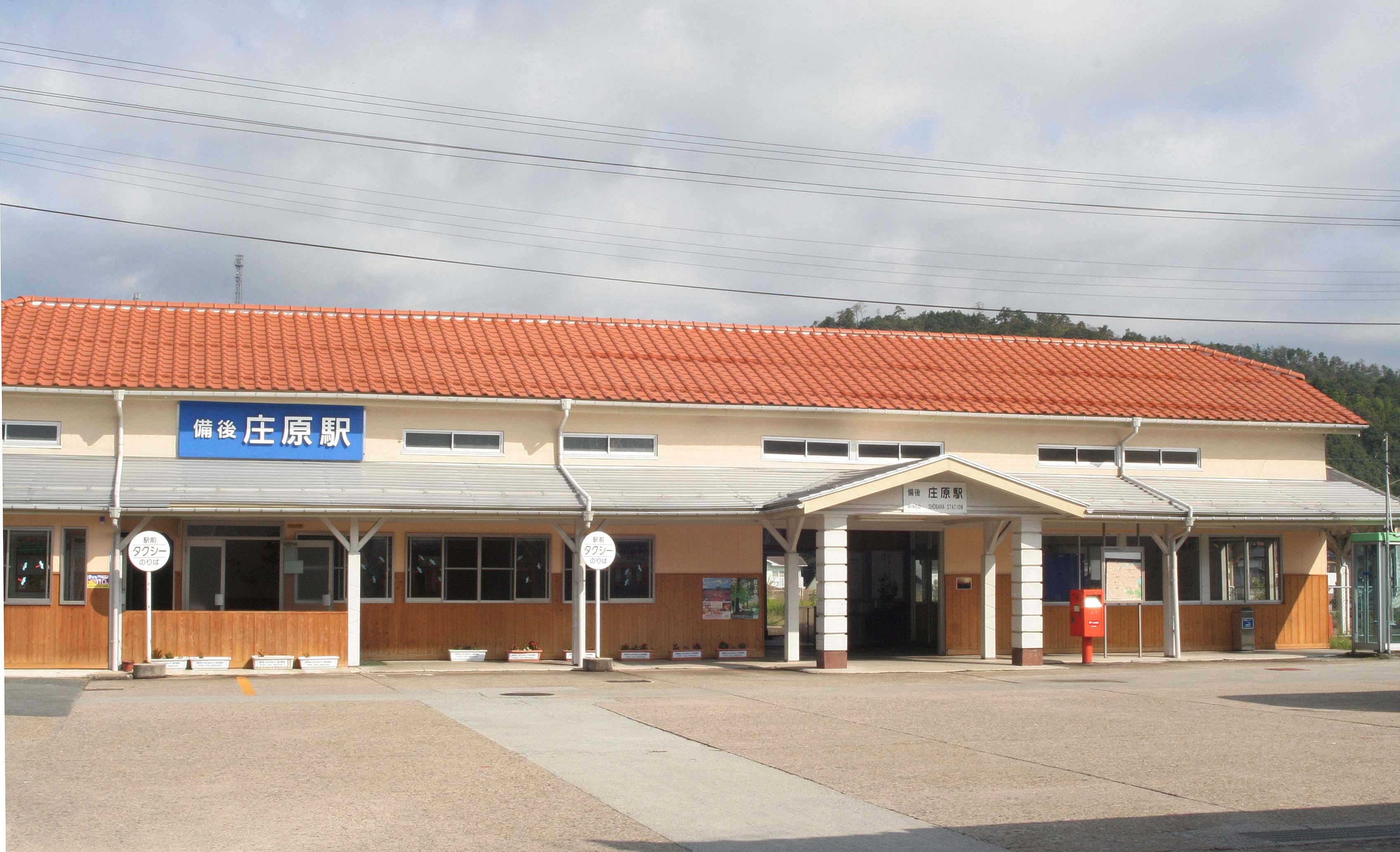
リニューアル前の駅舎（2007年10月）

## 駅構造
単式・島式の複合型2面3線のホームを持ち、行き違いや折り返しが可能な地上駅。三次鉄道部管理、庄原市に委託の簡易委託駅である。自動券売機はなく窓口のPOS端末での乗車券・回数券・自由席特急券・定期券に加え、料金専用補充券による指定席券の発売も行っている。駅舎は単式の1番のりば側にあり、島式の2・3番のりばへは跨線橋で連絡している。構内には複数の側線がある。かつては、男女共用の汲み取り式便所があったが、託児所の設置と同時に男女別の水洗便所に改築された。駅舎改築事業に合わせてトイレも改修され、身障者用トイレが新たに設置されバリアフリー化が進んだ。

### のりば
| のりば | 路線   | 方向 | 行先           | 備考                |
| ------ | ------ | ---- | -------------- | ------------------- |
| 1・2   | 芸備線 | 下り | 三次・広島方面 | 2番のりばは当駅始発 |
| 2・3   | 芸備線 | 上り | 備後落合方面   |                     |

- 本項ではJR西日本公式サイトの全域路線図[4]に従い路線記号・ラインカラーを表記しているが、当駅は広島シティネットワークエリア外のため、2016年3月のダイヤ改正時点の駅掲示時刻表においてはアルファベットのないラインカラーシンボルが使われていた。2023年3月ダイヤ改正時点では路線記号で表記されている。
- 下り本線は1番のりば、上り本線は3番のりば。2番のりばは上下共用の待避線（中線）であり、三次駅 - 当駅間折り返し列車などが使用する。
- 2021年10月2日の改正で、三次発19時半の最終は、当駅止まりに見直される[5]。

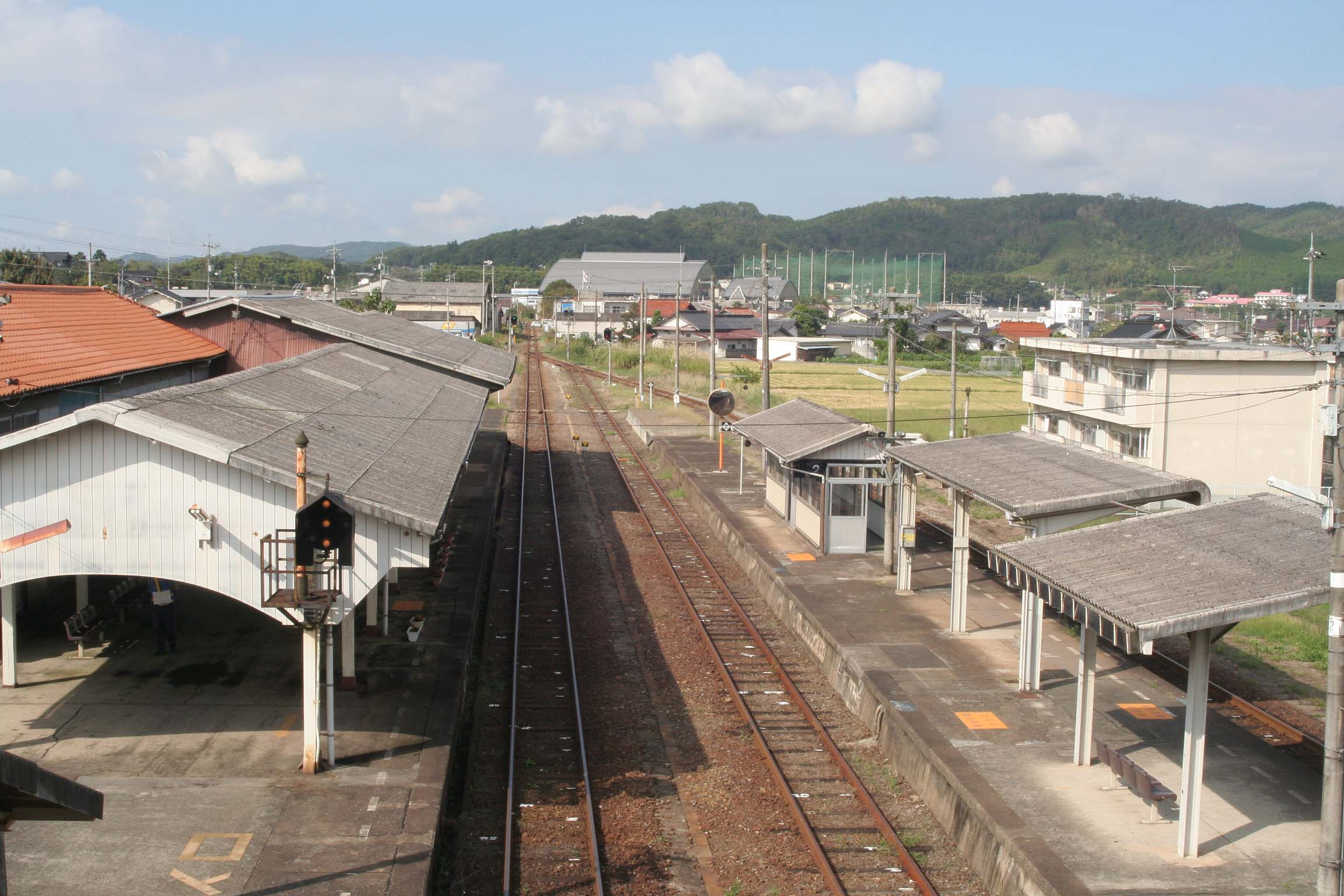
ホーム（2007年10月）

## 利用状況
「広島県統計年鑑」によると、1日平均乗車人員は以下の通りである。
| 年度                | 1日平均 乗車人員 |
| ------------------- | ---------------- |
| 1981年（昭和56年）  | 257              |
|                     |                  |
| 1987年（昭和62年）  | 325              |
| 1988年（昭和63年）  | 481              |
| 1989年（平成 元年） | 325              |
| 1990年（平成02年）  | 321              |
| 1991年（平成03年）  | 316              |
| 1992年（平成04年）  | 289              |
| 1993年（平成05年）  | 284              |
| 1994年（平成06年）  | 277              |
| 1995年（平成07年）  | 270              |
| 1996年（平成08年）  | 280              |
| 1997年（平成09年）  | 270              |
| 1998年（平成10年）  | 250              |
| 1999年（平成11年）  | 215              |
| 2000年（平成12年）  | 210              |
| 2001年（平成13年）  | 210              |
| 2002年（平成14年）  | 188              |
| 2003年（平成15年）  | 155              |
| 2004年（平成16年）  | 148              |
| 2005年（平成17年）  | 149              |
| 2006年（平成18年）  | 146              |
| 2007年（平成19年）  | 153              |
| 2008年（平成20年）  | 150              |
| 2009年（平成21年）  | 141              |
| 2010年（平成22年）  | 128              |
| 2011年（平成23年）  | 126              |
| 2012年（平成24年）  | 103              |
| 2013年（平成25年）  | 119              |
| 2014年（平成26年）  | 110              |
| 2015年（平成27年）  | 131              |
| 2016年（平成28年）  | 143              |
| 2017年（平成29年）  | 151              |
| 2018年（平成30年）  | 116              |
| 2019年（令和 元年） | 127              |
| 2020年（令和02年）  | 112              |
| 2021年（令和03年）  | 109              |

## 駅周辺
駅前の坂を上れば庄原市中心部に辿り着く。
- 庄原市役所
- 庄原郵便局
- 上野公園
- 広島県立庄原格致高等学校
- 広島県立庄原実業高等学校
- 庄原赤十字病院
- 庄原グランドホテル
- 備北交通本社

## バス路線
駅前再開発事業に合わせて、駅舎改修工事とロータリーを整備してバス乗り場を設置する工事を実施し、2020年11月2日よりバス乗り場を「庄原駅」停留所として供用開始した。これにより、庄原市内にバス路線を展開する備北交通は同日にダイヤ改正を行い、駅からやや離れた場所にあった庄原バスセンターを廃止し、従来庄原バスセンター発着であったバス路線の全路線が庄原駅発着となった。
また、庄原地域生活バスや庄原市営バスも庄原駅発着となる。
| 運行事業者        | 路線・行先 | 備考 |
| 高速バス          | 高速バス | 高速バス |
| ----------------- | --- | --- |
| 備北交通 広島電鉄 | 広島 - 三次 - 庄原 - 東城線： 広島BC・広島駅新幹線口（北口） / 桜花の郷 ラ･フォーレ庄原 / 東城駅前 | 東城駅前行は備北交通のみ運行 |
| 路線バス          | | |
| 備北交通          | 三城線：三次駅前・三次もののけミュージアム / 西城中野 / ジョイフル / 庄原中学校 本村線：上本（吉備谷） 高野線：秋国別・殿垣内・道の駅たかの / 庄原中学校 口和線：上大月車庫 / 庄原中学校 三良坂線：実留・三良坂駅前 県大線：県立広島大学 | 上本（吉備谷）行、殿垣内行、道の駅たかの行は休日運休 庄原中学校行、秋国別行、上大月車庫行、実留行、三良坂駅前行は土曜・休日運休                                                            |
| コミュニティバス  | | |
| 備北交通          | ひまわりバス | |
| 石田タクシー      | 庄原地域生活バス高茂線：鮎の里公園入口 庄原地域生活バス野谷線：野谷南 庄原地域生活バス実留線：崔原橋 庄原地域生活バス後迫線：後迫南 庄原市営バス高門線：庄原IC入口 / 高雄池                                                              | 鮎の里公園入口行は月曜・水曜・木曜のみ運行 野谷南行は火曜・木曜・金曜のみ運行 崔原橋行は月曜・水曜・木曜・金曜のみ運行 後迫南行は月曜・火曜・金曜のみ運行 庄原IC入口行、高雄池行は休日運休 |
| 総領地域市営バス  | 庄原・総領線：土居・黒目入口 | 土居行は休日運休 |
| スクールバス      | | |
| 備北交通          | 県立広島大学スクールバス | |

## 隣の駅
西日本旅客鉄道（JR西日本）
 芸備線
高駅 - 備後庄原駅 - 備後三日市駅